# Panská sladovna (Kounice)
Panská sladovna v Kounicích stojí před tamějším zámkem v areálu původního Lichtensteinského pivovaru na západní straně návsi. Od 3. května 1958 je průčelí objektu kulturní památkou.

## Historie
Nejstarší písemná zmínka pochází z roku 1590. Současná podoba (dle vročení na římse) odpovídá barokní přestavbě z roku 1779. V přízemní části, jež je zaklenuta křížovou klenbou, se nacházely sklepy původního pivovaru, nyní se zde nachází humno, (prostor, kde klíčí ječný slad). Průčelí je zdobeno iónskými pilastry, lizénami a štukovými zrcadly. Ve štítu se nachází socha svatého Václava, jakožto patrona sladovníků, a kamenné čučky ve tvaru chmelových šištic. V roce 1884  pivovar odkoupili z majetku rodu Lichtenštejnů bratři Klusáčkovi. Z důvodu silné konkurence byl v roce 1900 ukončen provoz pivovaru a výroba piva a areál byl přestavěn na sladovnu. K budově byl přistavěn nový hvozd a prostor humen byl rozšířen. V době socialismu po znárodnění v roce 1948 byla kounická sladovna součástí státního podniku Obchodní sladovny Prostějov.
Po restituci v roce 1992 se vrátil provoz zpět do vlastnictví rodiny Klusáčků a od roku 2012 byla opětovně obnovena i výroba piva v řemeslném minipivovaru.